# Jamiołki-Piotrowięta
Jamiołki-Piotrowięta is een plaats in het Poolse district  Wysokomazowiecki, woiwodschap Podlachië. De plaats maakt deel uit van de gemeente Sokoły en telt 120 inwoners.